# Ontzwaveling

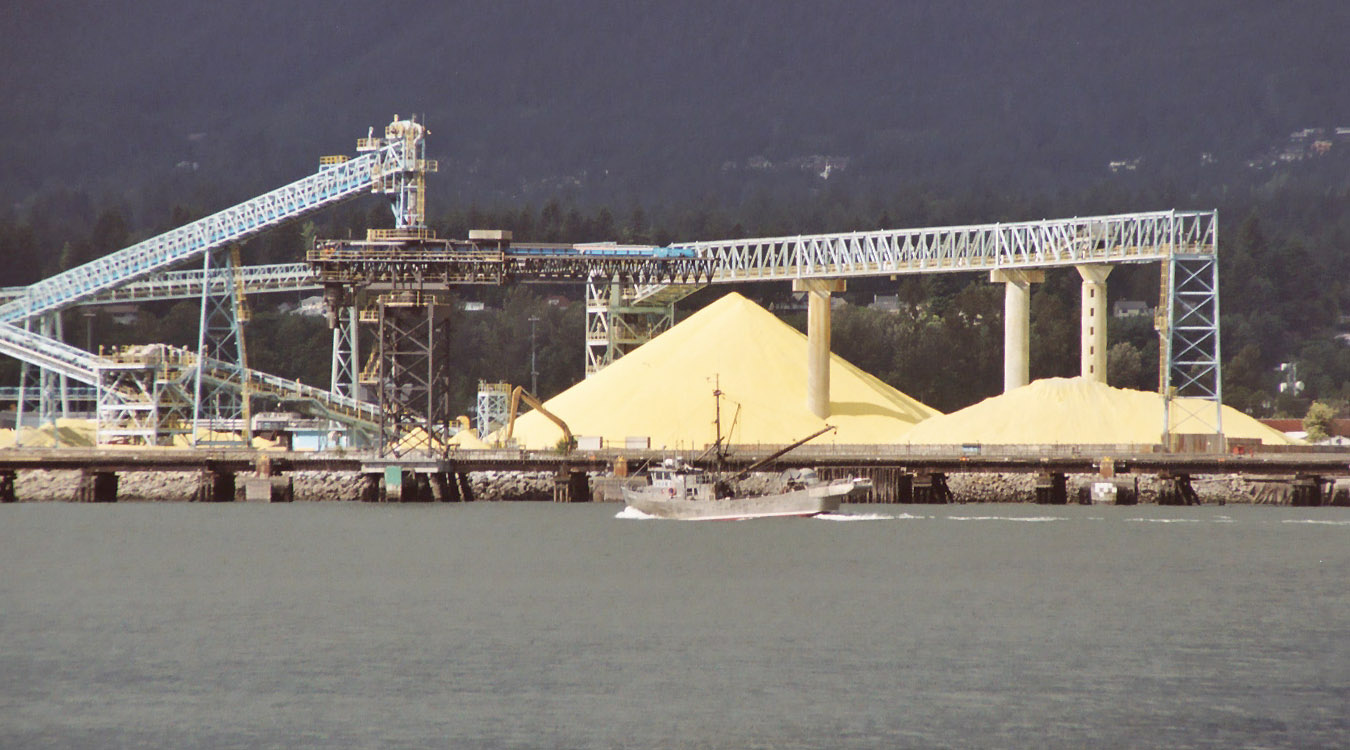
Zwavel afkomstig van de ontzwaveling van aardgas en ruwe olie of aardolieproducten.

Ontzwaveling is het verwijderen van zwavel of zwavelverbindingen uit grondstoffen, tussenproducten of restproducten. Meestal gebeurt dit vanwege de ongewenste eigenschappen die de zwavel of zwavelhoudende verbindingen aan de stof geven. In ijzererts zou zwavel tot een slechte kwaliteit van het uiteindelijk geproduceerde staal leiden, in ruwe olie of aardgas zorgt zwavel (in verbindingen) onder meer voor een snellere corrosie van leidingen, en in verbrandingsgassen vindt men zwavel meestal in de vorm van zwaveloxiden die onder meer zure regen veroorzaken. Afhankelijk van het gebruikte proces verkrijgt men zwavel in bruikbare vorm (als elementaire zwavel, gips of ammoniumsulfaat) of als onbruikbaar restproduct (calciumsulfietslib).

## Metallurgie
In de metallurgie gaat het om de verwijdering van zwavel uit een metaal of een erts door roosten (verhitten aan de lucht) of door toevoeging van slakvormende chemicaliën die de zwavel opnemen. Bij de bereiding van staal wordt gebruikgemaakt van calciumoxidehoudende slakken, die de zwavel kunnen binden als calciumsulfide, en wel des te beter naarmate het actieve ijzer(II)oxide-gehalte lager is. De kalkhoudende reductieslak in een elektrische oven is daardoor zeer sterk ontzwavelend; de geoxideerde basische slak in de vroegere Siemens-Martinoven slechts matig. Gietijzer kan door toevoeging van natriumcarbonaat worden ontzwaveld, in de pan of in de voorhaard van de koepeloven. Niet alleen voor ijzer en staal, maar ook voor nikkellegeringen is de verwijdering van zwavel van groot belang voor de goede eigenschappen van het metaal.

## Gasfabricage
Bij de gasfabricage wordt het waterstofsulfide verwijderd. Indien aardgas verontreinigd is met waterstofsulfide (het Gronings gas is zwavelarm) wordt deze anorganische zwavel eveneens verwijderd voordat het gas gedistribueerd wordt. Met de zuivering van waterstofsulfide wordt meestal tegelijkertijd een verlaging bereikt van het gehalte aan organische zwavelverbindingen (zoals thiolen en thio-ethers).

## Aardolie en raffinage
Ook in aardolie en aardolieproducten zijn zwavelhoudende verbindingen ongewenst. Ontzwaveling vindt vaak plaats in twee stappen: eerst wordt in een hydro-ontzwavelingsproces (hydrokraken) zwavel uit de koolwaterstoffen verwijderd onder vorming van waterstofsulfide (H2S), en vervolgens kan via het Clausproces elementaire zwavel worden teruggewonnen uit de waterstofsulfide.

## Ontzwaveling van rookgassen
Ontzwaveling van rookgassen wordt toegepast om luchtverontreiniging ten gevolge van zwaveldioxide (SO2) tegen te gaan. Processen voor rookgasontzwaveling kunnen naar de aard van het bijproduct worden ingedeeld in drie groepen:
- Wegwerpprocessen, waarbij het zwavelhoudend bijproduct volledig onbruikbaar is en moet worden opgeslagen (calciumsulfietslib)
- Regeneratieve processen, waarbij het absorptiemiddel wordt geregenereerd en de zwaveldioxide wordt geconcentreerd om verdere verwerking tot zwavelpoeder of zwavelzuur mogelijk te maken
- Processen met een eenmalig gebruik van het absorptiemiddel, maar met een bruikbaar eindproduct (gips of ammoniumsulfaat)

Een tweede mogelijke indeling is op basis van de procescondities:
- Natte processen, waarbij zwaveldioxide wordt gebonden in een waterige suspensie of oplossing
- Droge processen, waarbij zwaveldioxide aan het oppervlak van een vaste stof wordt geabsorbeerd
- Sproeidroogprocessen, waarbij de oplossing of suspensie van het absorptiemiddel zeer fijn wordt verstoven in de rookgassen